# اسکار ریتر (بازیکن فوتبال)
اسکار ریتر (انگلیسی: Oskar Ritter; ۳۰ سپتامبر ۱۹۰۱ – ۵ مارس ۱۹۸۵) بازیکن فوتبال اهل آلمان بود.
از باشگاه‌هایی که در آن بازی کرده‌است می‌توان به باشگاه فوتبال هولشتاین کیل اشاره کرد.
وی همچنین در تیم ملی فوتبال آلمان بازی کرده‌است.